# X-Mas Project
X-Mas Project war ein deutsches Thrash- und Heavy-Metal-Weihnachtsalbum-Projekt initiiert von Axel Thubeauville (Shark Records), das deutsche und internationale Weihnachtslieder im Metal-Gewand präsentierte.

## Entstehungsgeschichte
1985 wurde eine EP unter dem Titel X-Mas Project – Bangin’ Round the X-Mas Tree veröffentlicht. Die Weihnachtslieder Jingle Bells, Silent Night, Holy Night, Winter Wonderland und White Christmas wurden gecovert. Toto von Living Death und Reent Fröhlich von Fact sangen je zwei Lieder ein. Die Gitarren wurden von Axel Rudi Pell und Thomas Eder, beide zu dieser Zeit bei Steeler, eingespielt und das Schlagzeug übernahm Martin Bork von Lion’s Breed.
1986 veröffentlichte das Projekt die EP mit zusätzlichen Stücken als Album auf Shark Records. Peter „Peavy“ Wagner (Rage) und Sabina Classen (zu dieser Zeit bei Holy Moses) beteiligten sich als zusätzliche Sänger und die vorher feste Band nahm eher Projektcharakter an. So wurde an den Gitarren und am Bass gewechselt, einzig Jörg Michael spielte auf allen Liedern des Albums. Erstmals wurden mit Alle Jahre wieder, Oh, Tannenbaum und Leise rieselt der Schnee auch deutschsprachige Weihnachtslieder im Metal-Gewand vertont.
Das Projekt schlief einige Zeit ein, veröffentlichte dann aber 1995 ein neues Album. Auch hier wurden Tracks der EP und des ersten Albums zweitverwertet. „Gerre“ von Tankard und Mitglieder der Band Holy Mother und Capricorn komplettierten diesmal das Line-Up. Ab 1998 waren beide CDs nicht mehr erhältlich. 2002 veröffentlichte die Plattenfirma Rusty Diamonds Records eine Kompilation beider Alben.

## Titelliste
| X-Mas Project 1 1. Mary’s Little Boy Child – 3:29 2. Jingle Bells – 2:26 3. Leise rieselt der Schnee… – 3:43 4. Winter Wonderland – 2:12 5. Oh, Tannenbaum – 3:02 6. G.K.W. (Great King Wenzeslaw) – 3:00 7. Silent Night, Holy Night – 4:47 8. White Christmas – 3:03 9. Alle Jahre wieder… – 3:52 Besetzung: Gesang: - Thorsten „Toto“ Bergmann (Living Death) - Reent Fröhlich - Peter „Peavy“ Wagner (Rage) - Sabina Classen (Holy Moses) Gitarren: - Axel Rudi Pell - Thomas Eder - Andy Classen (Holy Moses) - Frank Fricke (Living Death) - Reiner Kelch (Living Death) Bass: - Martin Bork (Lion’s Breed) - Ralph „Björn Eklund“ Hubert (Mekong Delta) Schlagzeug: - Jörg Michael (Rage) | X-Mas Project Vol. 2 1. Alle Jahre wieder – 2:29 2. Sleigh Ride – 4:06 3. Run, Rudolph, Run – 2:32 4. Stille Nacht, Heilige Nacht – 3:09 5. Christmas (Baby Come Home) – 3:48 6. Rockin’ Around the X-Mas Tree – 2:35 7. Rudolph the Red Nosed Reindeer – 2:52 8. The Christmas Song – 3:58 9. Oh, Tannenbaum – 2:30 10. Jingle Bells – 2:25 11. Leise rieselt der Schnee – 3:45 12. Silent Night, Holy Night – 4:48 13. Mary’s Little Boy Child – 3:27 Besetzung: Gesang: - Andreas „Gerre“ Geremia (Tankard) - Thorsten „Toto“ Bergmann - Sabina Classen - Peter „Peavy“ Wagner Gitarre & Gesang: - Mike Tirelli (Holy Mother) - Adrian Hahn (Capricorn) - Reiner Kelch Gitarre: - Frank Fricke - Spike Francis (Holy Mother) - Axel Rudi Pell - Thomas Eder (Steeler) Bass: - Randy Coven (Holy Mother) - David (Capricorn) - Ralph „Björn Eklund“ Hubert - Martin Bork (Scanner) Schlagzeug: - Jim Harris (Holy Mother) - Stefan Arnold (Capricorn) - Jörg Michael |